# Térj vissza, kicsi Sheba!
A Térj vissza, kicsi Sheba! (Come Back, Little Sheba) William Inge színműve alapján készült 1952-es amerikai filmdráma, Daniel Mann első rendezése. A produkció egy Oscar-díjat és egy Golden Globe-díjat nyert, ezenkívül a Cannes-i filmfesztiválon a legjobb drámai film nemzetközi díját zsebelte be. Külön dicséretben részesítették Shirley Bootht kivételes alakításáért, akinek ez volt az első filmje. 
A film címe a női főszereplő kutyáját takarja, ami a történet indulásakor már hónapok óta eltűnt.

## Cselekmény
|  | Alább a cselekmény részletei következnek! |

Lolát (Shirley Booth) kitette édesapja otthonról, miután várandós lett Doc Delaney-től (Burt Lancaster). Doc otthagyta az egyetemet, hogy segíthessen Lolának, és feleségül vette, mert így találta helyesnek. A gyermeket azonban elvesztették, és Lolának nem lehetett több, Doc ezért elkezdett inni, dührohamai voltak, és elverte szülei örökségül hagyott pénzét. Később csatlakozott az Anonim Alkoholisták társaságához, hogy képes legyen leszokni az italról.
Marie (Terry Moore) főiskolás lány, aki a Delaney házaspárnál vesz ki szobát. Felkérik, hogy készítsen illusztrációt egy poszterhez a közelgő versenyre, ezért Turk (Richard Jaeckel), aki ünnepelt sportoló, modellt áll a lánynak. Lola kedvesen látja vendégül Turköt, de Doc nem szíveli a fiút. Turk összetéveszthetetlenül vonzódik Marie-hez, és a lány eleinte ellenáll, majd megadja magát. Doc tudja, hogy Marie-nek már van barátja, akinek komolyak a szándékai kettejük jövőjét illetően, ezért Doc nem helyesli egyikük viselkedését sem. Közben eszébe jut, milyen volt ő fiatalon.
Lola és Doc házassága kimerül a szokásokban, egymást daddynek és babynek szólítják. Lola visszaemlékezik az ifjúságukra, és emlékezteti Docot, hogy miért vette feleségül, és végül mi lett az eredménye. A férfi megnyugtatja Lolát, hogy nem ő volt a felelős, mindenki hibázik, de tovább kell lépni. Doc azonban visszaesik, mikor azt hiszi, Marie megcsalja a barátját. Kényszeríti magát, hogy ne nyúljon a palack után, amit azért tart otthon, hogy emlékezzen a múltjára. Másnap reggel azonban nem bírja tovább, és az esőkabátjában elrejtve elviszi magával a palackot. Nem jelenik meg a vacsorán sem, amit Lola rendez Marie és barátja, Bruce fogadására.
Lola az este folyamán felfedezi, hogy eltűnt a palack a kredencből, és nagyon aggódni kezd, felhívja Edet (Philip Ober) az Anonim Alkoholistáktól. Doc hajnalban tér haza részegen és ingerülten. Lola óvatos puhatolózására kitör belőle minden bosszúsága, szidja Lolát és Marie-t is. A konyhába megy, és előhúzza a palackot, amit még mindig nem bontott meg, és amíg újból felhajt pár pohárral, Lolának sikerül értesítenie Edéket, mikor Doc késsel ront az asszonyra, és elkezdi fojtogatni, majd elájul. A nagy hangzavarra átjön a szomszéd Mrs. Coffman, és szemtanúja lehet, ahogy Edék elviszik a tiltakozó Docot.
Lola teljesen letörve felhívja a szüleit, hogy elmehetne-e hozzájuk pár napra, mert Doc nagyon rosszul van, de kiderül, hogy az apja még mindig nem látja őt szívesen viszont. A hazaérkező Doc megtudja, hogy Marie és Bruce összeházasodtak, és mikor Lola hozzáteszi, hogy ők is boldogok lesznek együtt, Doc bocsánatot kér tőle, és könyörögve kéri, hogy maradjon vele. Lola ezt megígéri, majd elmeséli álmát, és azt mondja, szerinte kicsi Sheba már nem fog visszajönni. A film Doc mondatával végződik: Jó újra itthon.

## Szereplők
| Színész         | Szerep           |
| --------------- | ---------------- |
| Burt Lancaster  | Doc Delaney      |
| Shirley Booth   | Lola Delaney     |
| Terry Moore     | Marie Buckholder |
| Richard Jaeckel | Turk Fisher      |
| Philip Ober     | Ed Anderson      |
| Edwin Max       | Elmo Huston      |
| Lisa Golm       | Mrs. Coffman     |
| Walter Kelley   | Bruce            |

## Válogatás
Az eredeti színdarab sikerével a két főszereplő, Shirley Booth és Sidney Blackmer került először szóba a film megvalósításához, de csak Booth jutott filmszerephez. Az 1951-es októberi Variety magazin szerint a producer, Hal Wallis Bette Davist is a lehetséges szereplők listáján tartotta számon, de Davis visszautasította az ajánlatot. Burt Lancaster meggyőzte Wallist, hogy adja neki Doc szerepét, annak ellenére, hogy túl fiatalnak számított hozzá. A jelmeztervezők bővítettek Lancaster ruháján, hogy idősebb képet adjon. Marie szerepére Terry Moore-t választották, akit először Marie Loring név alatt tüntettek fel, de megváltoztatták Marie Buckholderre.

## Bevétel
A Paramount Pictures 100 000 dollárért vette meg a jogokat. A film 3,5 millió dolláros bevételhez juttatta a készítőket, és az 1953-as év kasszasikerei között a tizenharmadik helyet szerezte meg.

## Kritika
A produkció 83%-ot ért el a Rotten Tomatoeson. David Bezanson filmkritikus az ötvenes évek legjobb melodrámái között tartja számon. Más vélemények szerint „megmaradt Inge színdarabjának keretei között”. Nem ad semmilyen életszerű érzést, az egyedüli kapcsolat, ami létrejön, az csak a darab és a film között történik, a nézővel nem.
Lancaster általában pozitív visszajelzéseket kapott, a kritikusok nagy váltásnak értékelték ezt az alakítását az akciófilmek után. Booth nemcsak külön dicséretben részesült az 1953-as cannes-i filmfesztiválon, hanem elnyerte a legjobb női főszereplőnek járó Oscar-díjat is. A nagy siker után Wallis még három filmre leszerződtette a színésznőt.

## Adaptációk
A színdarab, amin a film alapul, William Inge első drámája volt. A film ötlete a darab broadwayi sikere után vetült fel. 1977-ben újabb feldolgozás készült egy tévéfilm formájában, aminek producere és főszereplője Laurence Olivier volt, Lola szerepében pedig Joanne Woodwardot láthatták a nézők. Carrie Fisher Marie-ként bukkant fel.

## Díjak és jelölések
| Év   | Díj                                  | Kategória                                               | Eredmény |
| ---- | ------------------------------------ | ------------------------------------------------------- | -------- |
| 1952 | New York-i Filmkritikusok Egyesülete | Legjobb színésznő – Shirley Booth                       | Elnyerte |
| 1952 | National Board of Review, USA        | Legjobb színésznő – Shirley Booth                       | Elnyerte |
| 1953 | Oscar-díj                            | Legjobb női főszereplő – Shirley Booth                  | Elnyerte |
| 1953 | Oscar-díj                            | Oscar-díj a legjobb női mellékszereplőnek – Terry Moore | Jelölve  |
| 1953 | Oscar-díj                            | Legjobb vágás – Warren Low                              | Jelölve  |
| 1953 | Golden Globe-díj                     | Golden Globe-díj a legjobb filmdrámának                 | Jelölve  |
| 1953 | Golden Globe-díj                     | Legjobb női főszereplő (dráma) – Shirley Booth          | Elnyerte |
| 1953 | 1953-as cannes-i filmfesztivál       | Legjobb drámai film nemzetközi díja – Daniel Mann       | Elnyerte |
| 1953 | 1953-as cannes-i filmfesztivál       | Külön dicséret – Shirley Booth                          | Különdíj |
| 1953 | 1953-as cannes-i filmfesztivál       | A Nemzetközi Filmfesztivál Nagydíja – Daniel Mann       | Jelölve  |
| 1953 | Writers Guild of America             | Legjobb forgatókönyv – Ketti Frings                     | Jelölve  |
| 1954 | BAFTA-díj                            | Legjobb filmadaptáció                                   | Jelölve  |
| 1954 | BAFTA-díj                            | Legjobb külföldi színésznő – Shirley Booth              | Jelölve  |
| 1954 | Directors Guild of America           | Legjobb rendező – Daniel Mann                           | Elnyerte |
| 1954 | Jussi Awards                         | Diploma of Merit (külföldi színésznő) – Shirley Booth   | Elnyerte |